# Croix de cimetière de Montjustin-et-Velotte
La croix de cimetière de Montjustin-et-Velotte est une croix située à Montjustin-et-Velotte, en France.

## Localisation
La croix est située sur la commune de Montjustin-et-Velotte, dans le département français de la Haute-Saône.

## Historique
L'édifice est classé au titre des monuments historiques en 1934.